# Tannåkers socken
Tannåkers socken i Småland ingick i Västbo härad i Finnveden i Jönköpings län, ingår sedan 1971 i Ljungby kommun och motsvarar från 2016 Tannåkers distrikt i Kronobergs län. 
Socknens areal är 30,92 kvadratkilometer, varav land 24,28. År 2000 fanns här  214 invånare. Tätorten Tannåker med sockenkyrkan Tannåkers kyrka ligger i socknen. 

## Administrativ historik
Tannåkers socken har medeltida ursprung. 
När 1862 års kommunalförordningar trädde i kraft överfördes ansvaret för de borgerliga frågorna till Tannåkers landskommun i Jönköpings län och ansvaret för de kyrkliga frågorna till Tannåkers församling, båda med samma geografiska omfattning som socknen. Kommunen upphörde vid kommunreformen 1952, då den uppgick i Forsheda landskommun. När Forsheda landskommun upplöstes 1971 kom den detta område att överföras till Ljungby kommun och Kronobergs län. 1 januari 2025 uppgick församlingen i Bolmsö-Tannåkers församling.
1 januari 2016 inrättades distriktet Tannåker, med samma omfattning som församlingen hade 1999/2000.  
Socknen har tillhört samma fögderier och domsagor som Västbo härad fram till 1971 och som Sunnerbo härad för området efter 1971.

## Geografi
Tannåkers socken ligger öster om Bolmen och Bolmsö. Området är en småkuperad skogstrakt med mossar.
En sätesgård var Tannåkers säteri (Stora Tannåker).

## Fornminnen
En stenåldersboplats vid bron till Bolmsö, några gravrösen från bronsåldern och tre järnåldersgravfält finns här.

## Befolkningsutveckling
Befolkningen ökade från 260 1810 till 425 1870 varefter den minskade stadigt till 193 1990.

## Namnet
Namnet (1481 Tandhakir), från kyrkbyn, har en oklar förled, eventuellt tand för ett näs i sjön, och efterledet åker.